# Valdivino
Valdivino (desueto anche Valle Vinaria; in croato Vinodolska općina oppure Vinodol) è un comune di 3 548 abitanti della regione litoraneo-montana in Croazia.

## Storia
Viene citato in documenti medievali in latino come Vallis vinearia, in croato Vinodol.

## Geografia antropica

### Località
Il comune di Valdivino è diviso in 4 insediamenti (naselja), di seguito elencati. Tra parentesi il nome in lingua italiana, a volte desueto.
- Bribir (Bribério[8] o Brebério), sede comunale
- Drivenik (Drevenico[9])
- Grižane-Belgrad (Gressane[10] o Grisane[11] e Belgrado[10])
- Tribalj (Tribaglio[10] o Tribagli)